# Tramwaje w Karaczi

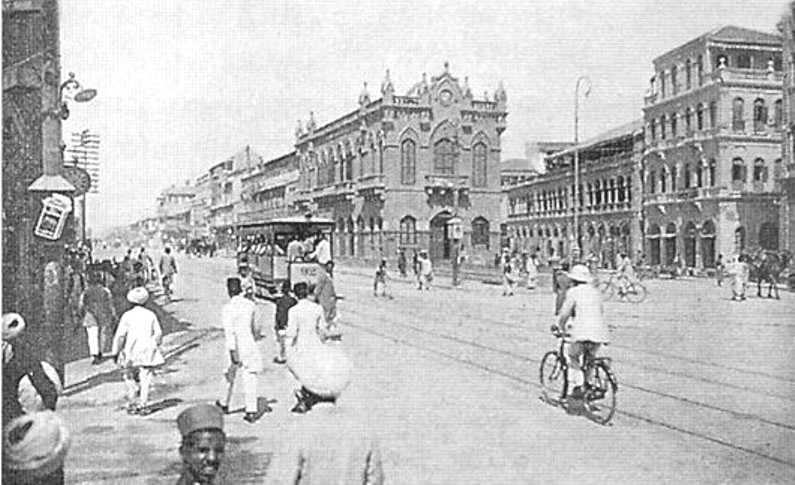
Tramwaj benzynowy w 1900

Tramwaje w Karaczi − zlikwidowany system komunikacji tramwajowej w pakistańskim mieście Karaczi, działający w latach 1885–1975.

## Historia
Pierwsze tramwaje w Karaczi uruchomiono 20 kwietnia 1885 i były to tramwaje parowe. W 1886 tramwaje parowe zostały zastąpione przez tramwaje konne. W 1909 uruchomiono tramwaje benzynowe. W 1955 w mieście było 64 wagonów tramwajowych. Tramwaje w Karaczi zlikwidowano 30 kwietnia 1975. 
System tramwajowy w Karaczi był jedynym w Pakistanie. 